# Horodyszcze (starożytna osada)
Horodyszcze (tzw. brama węgierska) – starożytna osada u wylotu Kotliny Sanockiej, położona na terenie wsi Trepcza w masywie Kopacza w miejscu największego przewężenia doliny Sanu, w pobliżu miejscowości Międzybrodzie. 
Domniemana pierwsza lokalizacja grodu "Sanok". Nazwa Horodyszcze została przyjęta przez archeologów jako umowny desygnat starożytnego grodziska, ponieważ w źródłach historycznych taka nazwa nie istniała.  Osada została odkryta i przebadana przez archeologów sanockich w roku 2002. Centralnym obiektem tej osady jest grodzisko na wzgórzu zwanym Horodyszcze. Jest to potężne założenie obronne położone na lewym brzegu Sanu 150 m powyżej lustra rzeki, chronione koncentrycznym wałem ziemnym o konstrukcji skrzyniowej. Skrzynie wykonane były z drewna bukowego. Dodatkowym zabezpieczeniem grodziska były kolejne cztery wały zaporowe. 
Grodzisko włączone jest do projektu Archeologiczne Szlaki Turystyczne - Szlak grodzisk karpackich, trwają prace wdrożeniowe. 

## Epoka brązu
Najstarsze odkryte ślady działalności człowieka w tej osadzie pochodzą z okresu epoki brązu i są to przedmioty m.in. siekiery, dłuta, sztylety oraz ceramika datowana na około 1500 r. p.n.e. Wykonawcami tych przedmiotów była ludność przybyła zza łuku Karpat reprezentująca tzw. kulturę Otomani-Füzesabony, od nazwy kultury odkrytej na Węgrzech.

## Celtowie

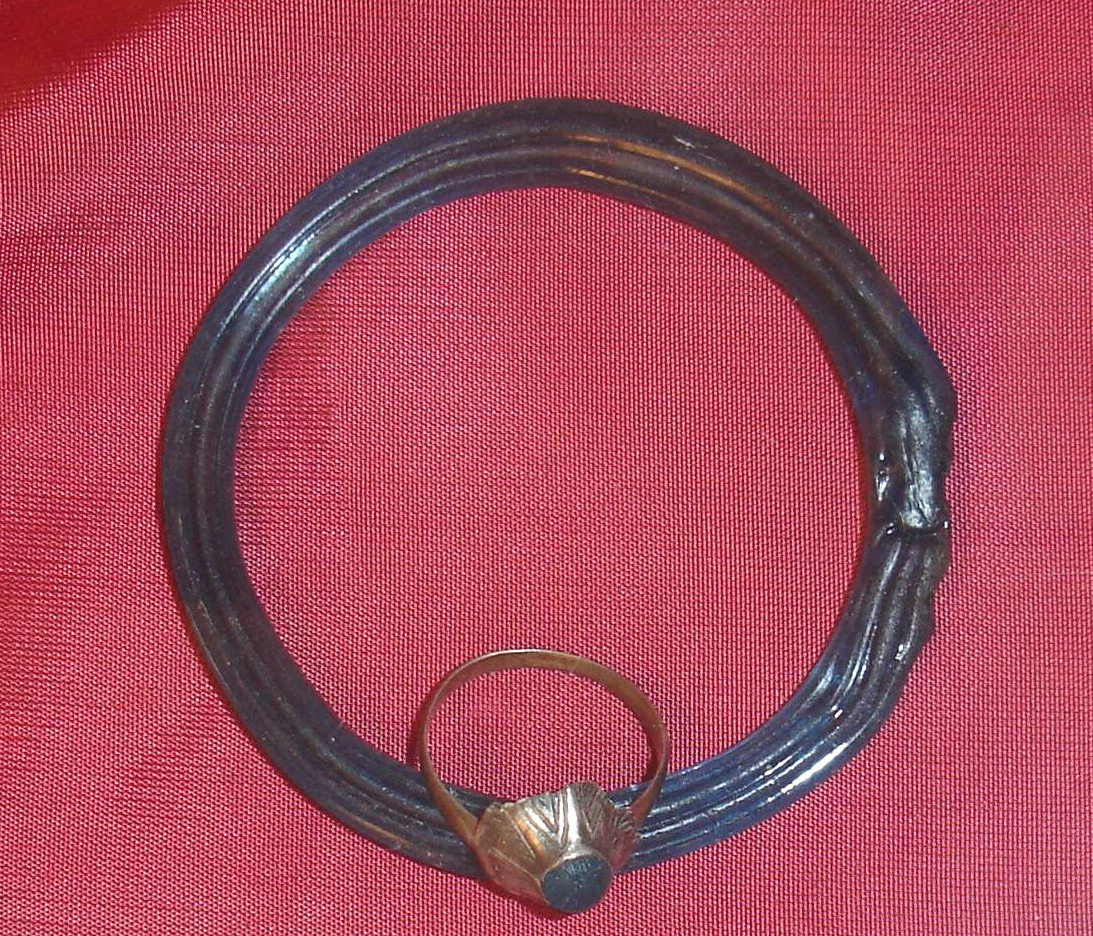
Celtyckie ozdoby z Horodyszcza

Ślady kolejnych kultur pradziejowych datowane są na 250 r. p.n.e. - do II wieku n.e., a jej przekaźnikiem byli Celtowie, prawdopodobnie górskie plemię Anartfracti (sprzymierzeńcy Anartów), lub Saboków/Sanboków, którzy przywędrowali tutaj znad rzeki Cisy. Poza ceramiką charakterystyczną dla tej kultury, Celtowie zbudowali tu również osadę obronną. Zdaniem archeologów powodem przesiedlenia się Celtów na te tereny były liczne złoża solankowe występujące w Górach Słonnych, będące cennym surowcem handlowym i gospodarczym.

## Lędzianie
Grodziska oraz osada datowane są na okres z przedziału od VIII do XIII wieku. Znalezione tam artefakty, oraz historia regionu pozwala określić grody jako lędziańskie, przez innych określane po prostu jako ruskie ponieważ przymiotnik ruski oznaczał wówczas przynależność polityczną, a nie etniczną. 

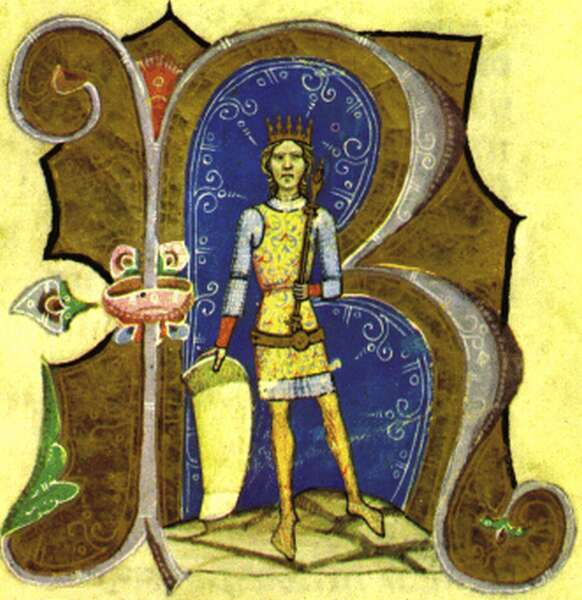
Gejza II król Węgier

Prawdopodobnie gród wchodził w skład systemu obronnego tzw. Grodów Czerwieńskich. W tym na  grodzisku "Fajka" odkopano elementy posadowienia wczesnośredniowiecznej świątyni lub nawet dwóch. Można to wnioskować po tym, że na ruinach (zgliszczach) wcześniejszej znajdują się pozostałości nieco późniejszego obiektu, który prawdopodobnie powstał na miejscu nie odbudowywanego już grodu.  
Wśród zabytków odnalezionych podczas prac wykopaliskowych znalazły się późniejsze pieczęcie wielkiego księcia kijowskiego i przemyskiego Ruryka Rościsławowicza z drugiej połowy XI wieku, elementy ozdób i uzbrojenia oraz enkolpiony w typie kijowskim. Waga znalezionych tam obiektów, oraz fakt, że na terenie obecnego miasta Sanoka nie znaleziono śladów większej osady, grodu czy warowni sprzed XIII wieku sugerują, że gród "Sanok", wzmiankowany w Latopisie Hipackim z 1150 r. oraz miejsce zawarcia tzw. "Umowy Sanockiej" z 1209 r. znajdowały się na terenie Horodnej i Horodyszczy. 
Na terenie grodu Horodnej znaleziono elementy spalonych konstrukcji (w tym wzmiankowanej wcześniej świątyni) i mnóstwo grotów strzał o typie nie stosowanym wówczas na Rusi (takie też znaleziono, ale w mniejszej ilości), natomiast używanych przez koczowników Wielkiego Stepu (np. Mongołów). Znaleziska te pozwalają postawić hipotezę, że gród został zniszczony przez Tatarów gdzieś między rokiem 1257 a 1295, a na jego zgliszczach wzniesiono świątynię (pozostałości drugiej świątyni nie noszą cech spalenia), natomiast osada została przeniesiona nieco na południe i przekształciła się z czasem w miasto Sanok.
Wszystkie zabytki prezentowane są w Muzeum Historycznym w Sanoku.

## Wczesne średniowiecze
Ponieważ na terenie obecnego miasta Sanoka nie znaleziono śladów większej osady, grodu czy warowni sprzed XIII wieku, przeprowadzone badania archeologiczne sugerują, że gród "Sanok", wzmiankowany w Latopisie Hipackim z 1150 oraz miejsce zawarcia tzw. "Umowy Sanockiej" z 1209 znajdowały się na terenie odkopanego w tym miejscu przez archeologów stanowiska Horodna i Horodyszcze w obrębie wsi Trepcza. W połowie XIII wieku grodzisko upadło. W przebadanych przez archeologów warstwach kulturowych w tzw. warstwie spalenizny odnaleziono wiele bełtów strzał  w typach spotykanych u koczowniczych jeźdźców mongolskich.

## Historiografia
Szematyzm greckokatolicki z roku 1830 wspomina, że na wzgórzu miały się zachować ruiny monasteru Świętego Bazylego - "Hic erat olim Manasterium O.S.B.M (Ordo Sancti Basilii Magni) in Monte alto, sed pridem abolitum, cujus rudera solummodo manserunt.  

1865 [...] W tej wiosce (Międzybrodzie p. autora), w małej dzwonnicy, koło starej drewnianej cerkiewki, uderza ta osobliwość, że w miejsce dzwonu zawieszona jest na łańcuchu sztaba żelaza, która uderzana młotem wydaje głośny dźwięk i za dzwon służy. [...] Bardzo dawno już temu na przeciwległej górze [Horodyszcze p. autora] stać miał klasztor mnichów obrządku greckiego, gdy ci nie bardzo pobożne i nie bardzo surowe pędzili życie, nagle cudowną mocą wraz z klasztorem zapadli się w ziemię, a na tem miejscu zostało tylko wklęśnięcie i nieco gruzów. Dobrze już później jakaś kobieta w pobożnej swojej wędrówce znalazła na tych gruzach żelazną szynę, podjęła ją i do pobliskiej ubogiej ofiarowała cerkiewki, gdzie nie było dzwonu.